# Space Shuttle Columbia
Space Shuttle Columbia (NASA Orbiter Vehicle Designation: OV-102) bio je drugi izrađeni, i prvi Space Shuttle korišten za svemirske letove u floti orbitera NASA-e. 
Prvi puta lansiran u misiji STS-1, prvoj misiji Space Shuttle programa, obavio je 27 misija prije nego što je uništen u nesreći tijekom povratka u atmosferu 1. veljače 2003. na kraju misije STS-107. Svih sedam astronauta je poginulo. Nakon nezavisne istrage o uzrocima katastrofe, NASA je odlučila povući flotu Space Shuttle orbitera 2011. u korist, kasnije otkazanih, programa Constellation i letjelice s ljudskom posadom Orion.